# تغير هيئي

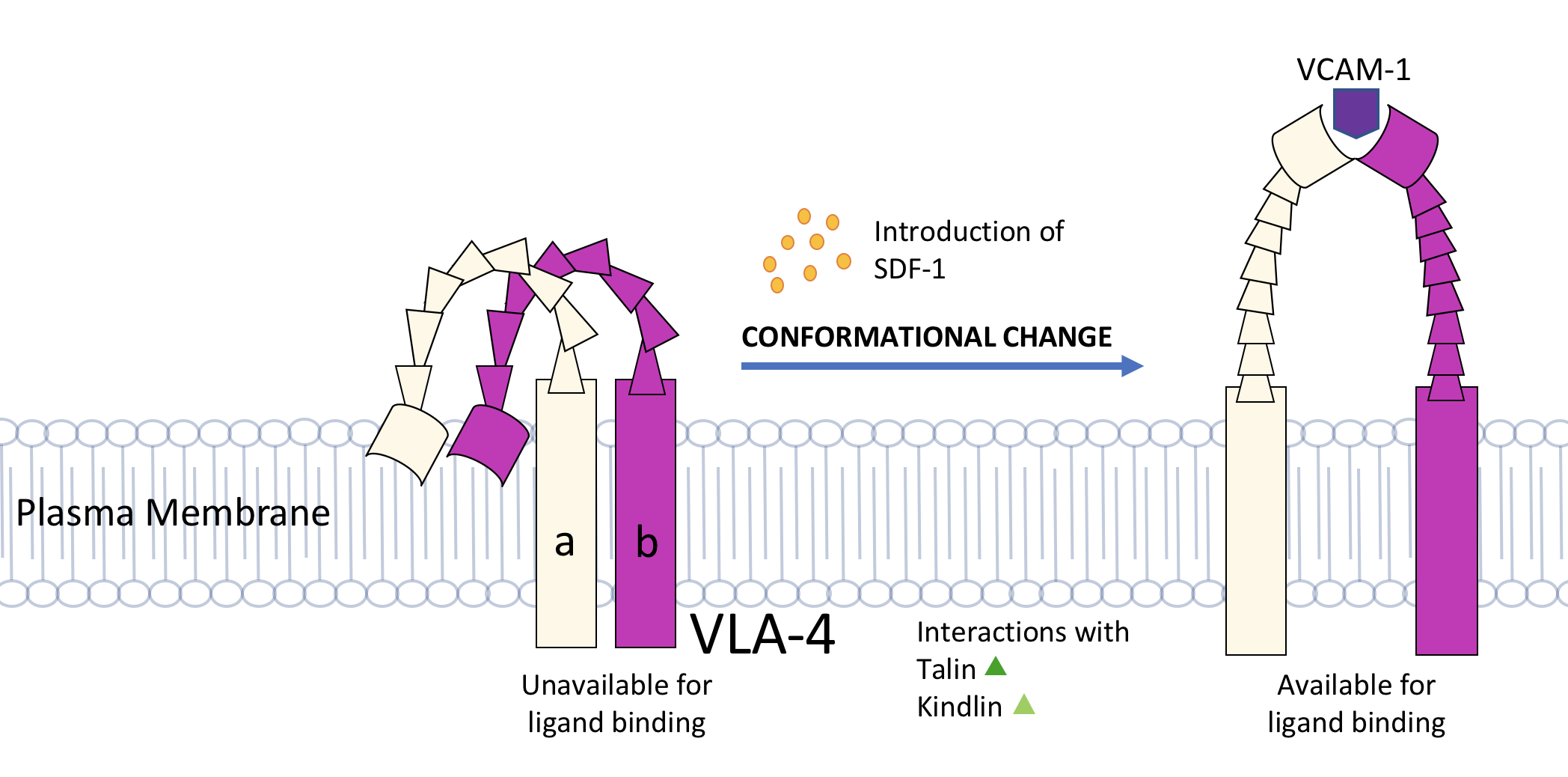
تغير الوحدتان الفرعيتان ألفا وبيتا لبروتين VLA-4 هيئتيهما استجابة لكيموكينات مثل SDF1 في سبيل التآثر مع ربائط مثل VCAM-1.

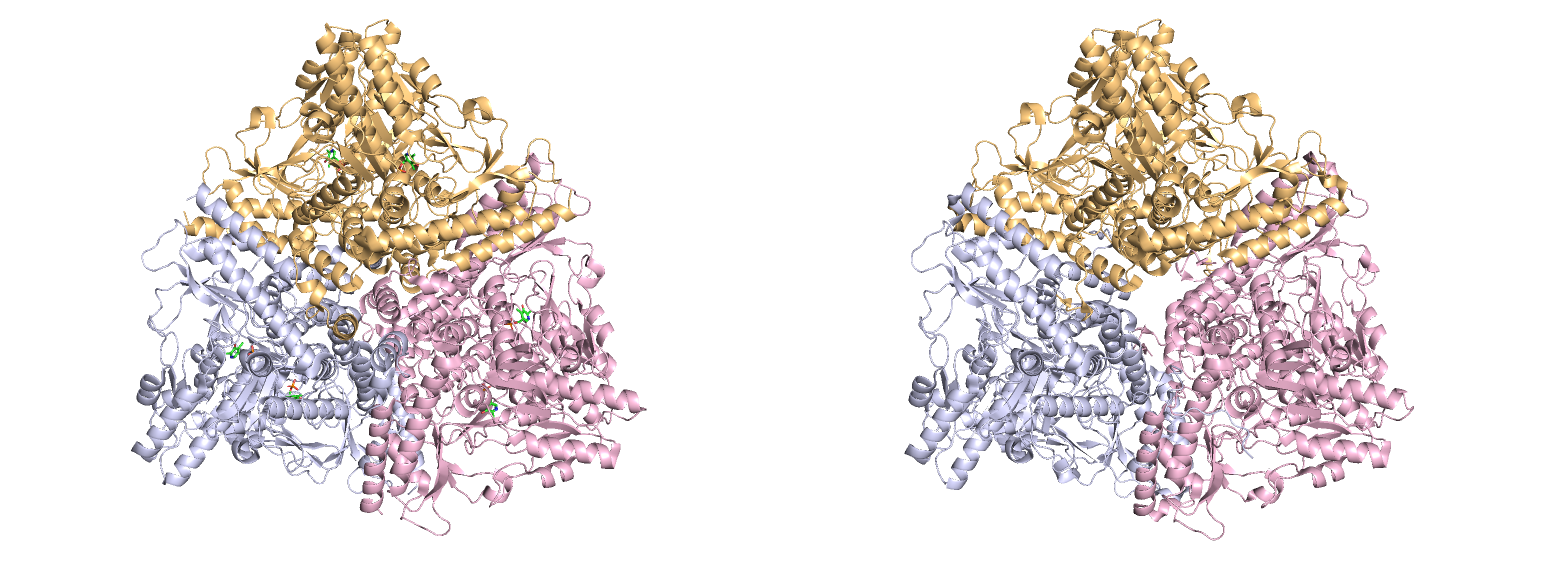
هيئتي سداسي الوحدات لنازعة كربوكسيل الجلوتامات الخاصة بالإشريكية القولونية: أس هيدروجيني منخفض (يسار)، pH معتدل (يمين) من و.

التغير الهَيئِيّ (بالإنجليزية: Conformational change)‏ هو تغيّر في شكل بنية جزيء كبير عادة ما تُحدثه عوامل محيطية. الجزيئات الكبيرة مرنة وديناميكية في العادة، ويمكن أن يتغير شكل بنيتها استجابة لتغيرات في محيطها أو عوامل أخرى، يسمى كل شكل يمكن أن تتخذه بنية جزيء بالهيئة والانتقال بين هاته الأشكال يسمى تغير هيئي.
من العوامل التي يمكن أن تسبب تغيرًا هيئيًا: الحرارة، الأس الهيدروجيني، الجهد الكهربائي، الضوء في حوامل اللون، تراكيز الأيونات، الفسفرة، أو ارتباط ربيطة. يحدث الانتقال بين هاته الحالات على مقاييس طول (من الأنغستروم إلى النانومتر) ومقاييس زمن (نانوثانية إلى ثانية) مختلفة، وتم ربطها بظواهر وظيفية مثل التأشير التفارغي وتحفير الإنزيم.
يمكن استخدام العديد من التقنيات الفيزيائية الحيوية لدراسة التغيرات الهيئيّة للجزيئات الكبيرة ومنها: علم البلورات السيني، مطيافية الرنين المغناطيسي النووي، الرنين البارامغنطيسي الإلكتروني، ازدواج اللون الدائري، تبادل الهيدروجين ديوتيريوم [الإنجليزية] ونقل الطاقة برنين فورستر (FRET). قياس التداخل ثنائي الاستقطاب هي تقنية قادرة على توفير معلومات حول التغيرات الهيئيّة في الجزيئات الحيوية.

## دراسات حاسوبية
يمكن لعلم البلورات السيني توفير معلومات حول التغيرات في الهيئة على المستوى الذري، لكن تكاليف وصعوبة الاختبارات التي تُستخدم فيها تجعل الطرق الحاسوبية بديلا أكثر جاذبية. يمكن استخدام وضع التحليل العادي مع نماذج الشبكة المرنة مثل نموذج الشبكة الغاوسي [الإنجليزية] لسبر مسارات الديناميكا الجزيئية وكذلك البنُى المعروفة. برنامج ProDy وسيلة مشهورة لإجراء مثل تلك التحاليل.